# Старостенко, Виктор Владимирович
Ви́ктор Влади́мирович Старосте́нко  (бел. Віктар Уладзіміравіч Старасценка; род. 11 апреля 1967, Могилев, БССР) — белорусский историк философии и религиовед. Кандидат философских наук (2000), доцент. Специализируется в области истории отечественной философии и национального самосознания белорусов, теории и истории религии, свободомыслия и свободы совести в Беларуси.

## Биография
Родился 11 апреля 1967 г. в г. Могилеве. В 1991 г. с отличием окончил исторический факультет Могилевского государственного педагогического института (с 1997 г. — Могилевский государственный университет) имени А. А. Кулешова по специальности «история» и остался работать в институте на кафедре философии.
В 1994 г. поступил и в 1998 г. окончил аспирантуру Института философии и права (ныне — Институт философии) Национальной академии наук Беларуси по специальности «история философии». В 2000 году в Белорусском государственном университете защитил кандидатскую диссертацию «Белорусская мысль XVI—XVII вв. и становление национального самосознания» (научный руководитель — доктор философских наук Подокшин С. А.). Доцент (2002).
С июня 2002 г. по март 2014 г. — заведующий кафедрой философии. С марта 2014 г. — декан факультета иностранных языков, с сентября 2015 г. — проректор по научной работе. С апреля 2019 г. — профессор кафедры философии. С июля 2021 г. — заведующий кафедрой философии. С января 2022 г. — заведующий кафедрой истории и философии.

## Научная деятельность
Научные интересы: история отечественной философии и становление национального самосознания белорусов; теория и история религии, свободомыслия и свободы совести в Беларуси; научно-методическое обеспечение религиоведения и истории философской мысли.
Автор более 330 научных и учебно-методических публикаций. Среди них 6 монографий и разделы в 9 коллективных монографиях, более 180 статей в журналах, сборниках и материалах конференций; 1 учебник (с грифом Министерства образования), 30 учебных пособий, хрестоматий и курсов лекций (в том числе 13 — с грифами Министерства образования и УМО), 5 программ (в том числе 2 — с грифами Министерства образования и НИО Министерства образования), 24 учебно-методических пособия и др.
Участник более 237 научных конференций, в том числе более 174 международных. Координатор Международных научно-практических конференций «Религия и общество» (г. Могилев, с 2006 г.).
Руководитель «Могилевского религиоведческого центра» МГУ имени А. А. Кулешова.
Член редколлегии журналов «Веснік МДУ імя А. А. Куляшова», «Вісник Житомирського державного університету імені Івана Франка».

## Основные публикации
Монографии:
- Старостенко, В. В. «Лабиринт» Фомы Иевлевича: Из истории национально-культурной и религиозной жизни Могилёва и Беларуси конца XVI — первой половины XVII вв. / В. В. Старостенко — Могилев: МГУ им. А. А. Кулешова, 1998. — 60 с.
- Старостенко, В. В. Становление национального самосознания белорусов: этапы и основополагающие идеи (X—XVII вв.) / В. В. Старостенко. — Могилев: МГУ им. А. А. Кулешова, 2001. — 200 с.
- Старостенко, В. В. Свободомыслие и свобода совести в Беларуси: очерки истории. Монография / В. В. Старостенко. — Могилев: МГУ им. А. А. Кулешова, 2004. — 266 с.
- Старостенко, В. В. Религия и свобода совести в Беларуси: очерки истории: монография / В. В. Старостенко. — Могилев: УО «МГУ им. А. А. Кулешова», 2011. — 272 с.: ил.
- Старостенко, В. В. Конфессиональная ситуация в Могилевской области: региональные особенности и тенденции развития: монография / В. В. Старостенко. — Могилев: МГУ имени А. А. Кулешова, 2014. — 172 с.: ил.

Участие в коллективных монографиях:
- Современная религиозная ситуация в Беларуси: состояние и перспективы развития / Е. С. Прокошина и др.; Национальная академия наук Беларуси, Институт философии. — Минск: Национальная академия наук Беларуси, 2005. — 226 с.
- Гісторыя філасофскай і грамадска-палітычнай думкі Беларусі. У 6 т. Т. 1. Эпоха Сярэднявечча / В. Б. Евароўскі [і інш.]; рэдкал.: В. Б. Евароўскі [і інш.]; Нац. акад. навук Беларусі, Ін-т філасофіі. — Мінск: Беларус. навука, 2008. — 574 с.
- Гісторыя філасофскай і грамадска-палітычный думкі Беларусі. У 6 т. Т. 2. Протарэнесанс і Адраджэнне / С. І. Санько [і інш.]; Нац. акад. навук Беларусі, Ін-т філасофіі. — Мінск: Беларус. навука, 2010. — 840 с.
- Духовно-нравственные ценности в формировании современного человека / О. А. Павловская [и др.]; под ред. О. А. Павловской; Нац. акад. наук Беларуси, Ин-т философии. — Минск: Беларус. навука, 2011. — 451 с.
- Вопросы религии и религиоведения. Вып. VII: Антология отечественного религиоведения: Религиоведение Беларуси [Текст]: сборник. Часть 2: Очерки истории религиозно-философской мысли Беларуси (актуальные проблемы конца XX — начала XXI в.) / сост. и общ. ред. Н. А. Кутузовой, А. А. Лазаревич, В. В. Шмидта. — М.: ИД «МедиаПром», 2011. — 567 с.
- Na pograniczu. Studia z filozofii religii / Białoruska Akademia Nauk w Mińsku; Wyższa Szkoła Finansów i Zarządzania w Warszawie. — Warszawa: Wydawnictwo Naukowe Mega-Plast dla: Wyższej Szkoły Finansów i Zarządzania w Warszawie, 2011. — 563 с.
- Православная церковь в белорусском обществе в конце XX — начале XXI в.: монография / О. В. Дьяченко [и др.]; под ред. О. В. Дьяченко. — Могилев: УО «МГУ имени А. А. Кулешова», 2012. — 224 с: ил.
- Гісторыя філасофскай і грамадска-палітычный думкі Беларусі. У 6 т. Т. 3. Рэфармацыя, Контррэфармацыя. Барока / аўтары тома: В. Б. Евароўскі [і інш.]; Нац. акад. навук Беларусі, Ін-т філасофіі. — Мінск: Беларус. навука, 2013. — 615 с.
- 750 определений религии: история символизаций и интерпретаций: монография / под ред. д-ра филос. наук проф. Е. И. Аринина ; Владим. гос. ун-т им. А. Г. и Н. Г. Столетовых. — Владимир: Изд-во ВлГУ, 2014. — 460 с.

Учебники и другие учебные издания:
- Старостенко, В. В. Религиоведение: учебник / В. В. Старостенко. — Минск: ИВЦ Минфина, 2008. — 288 с.: ил. [Гриф Министерства образования Республики Беларусь]
- Старостенко, В. В. Общественная и философская мысль в Беларуси X—XVII вв.: Учебное пособие / В. В. Старостенко. — Могилев: МГУ им. А. А. Кулешова, 2005. — 216 с. [Гриф Министерства образования Республики Беларусь]
- Старостенко, В. В. Основы религиоведения: курс лекций / В. В. Старостенко. — Могилев: МГУ им. А. А. Кулешова, 2007. — 212 с. [Гриф УМО вузов Республики Беларусь по гуманитарному образованию]
- Мифы и сакральные тексты религий мира: хрестоматия по религиоведению; учебное пособие / Авт.-сост. В. В. Старостенко. — Могилев: МГУ им. А. А. Кулешова, 2007. — 400 с.: ил. [Гриф Министерства образования Республики Беларусь]
- История общественной и философской мысли в Беларуси: эпоха Средневековья: Хрестоматия; пособие / Авт.-сост. В. В. Старостенко. — Могилев: МГУ им. А. А. Кулешова, 2009. — 396 с.: ил. [Гриф УМО вузов Республики Беларусь по гуманитарному образованию]
- История общественной и философской мысли в Беларуси: раннее и развитое Возрождение: хрестоматия: пособие / Авт.-сост. В. В. Старостенко. — Могилев: УО «МГУ им. А. А. Кулешова», 2010. — 332 с. [Гриф УМО вузов Республики Беларусь по гуманитарному образованию]
- Старостенко, В. В. Религии в современной Беларуси: пособие / В. В. Старостенко, О. В. Дьяченко. — Могилев: УО «МГУ им. А. А. Кулешова», 2012. — 192 с. [Гриф УМО вузов Республики Беларусь по педагогическому образованию]
- История религии и свободы совести в Беларуси в документах и материалах: пособие: в 4 ч., 5 кн. — Могилев: МГУ имени А. А. Кулешова, 2014—2017. [Грифы УМО вузов Республики Беларусь по гуманитарному образованию]

Учебные программы:
- Религиоведение: типовая учеб. программа для высш. учеб. заведений / сост.: В. В. Старостенко, А. Л. Куиш, Т. П. Короткая, О. В. Дьяченко. — Минск: РИВШ, 2011. — 40 с. [Утверждена Министерством образования Республики Беларусь 3 января 2011 г. Регистрационный № ТД-СГ.017/тип.]
- Основы религиоведения. Программа факультативных занятий для 11 класса общеобразовательных учреждений / Автор-сост. В. В. Старостенко. — Могилев: УО «МГОИРО», 2009. — 18 с. [Рекомендовано Научно-методическим учреждением «Национальный институт образования» Министерства образования Республики Беларусь"].

Сборники документов:
- Свобода совести в международном и зарубежном праве: сборник документов / авт.-сост. В. В. Старостенко. — Могилев: УО "МГУ им. А. А. Кулешова, 2012. — 240 с.
- Свобода совести в Республике Беларусь: нормативно-правовое обеспечение: сборник документов / Авт.-сост. В. В. Старостенко. — Могилев: МГУ имени А. А. Кулешова, 2015. — 284 с.

## Награды и признание
- 2000 г. Памятный Знак «2000 лет христианству» (решение Национального оргкомитета Республики Беларусь)
- 2004 г.	Почетная грамота Министерства образования Республики Беларусь
- 2008 г.	Почетная грамота Могилевского областного исполнительного комитета
- 2008 г.	Нагрудный знак «Отличник образования» Министерства образования Республики Беларусь
- 2013 г.	Почетная грамота Уполномоченного по делам религий и национальностей Совете Министров Республики Беларусь
- 2015 г.	Почетная грамота Министерства образования Республики Беларусь
- 2017 г.	Почетная грамота Уполномоченного по делам религий и национальностей Совете Министров Республики Беларусь
- 2018 г.	Медаль Франциска Скорины (указом Президента Республики Беларусь от 4 сентября 2018 г.)